# 德國跨年夜性侵事件

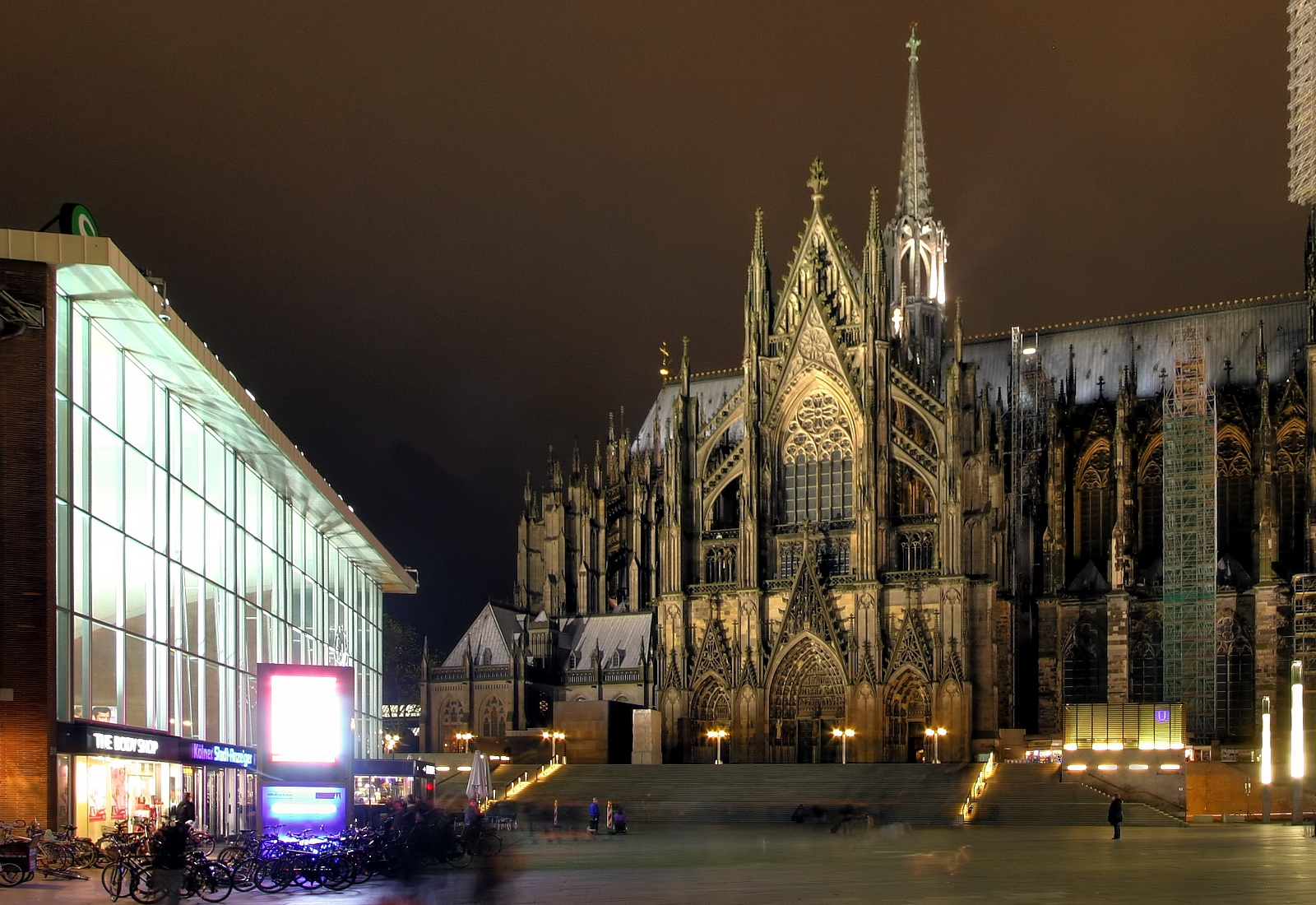
最大規模的性侵事件發生於科隆中央火車站外的廣場，毗鄰科隆主教座堂

在2015年/2016年跨年夜庆祝活动中，德國多個城市發生了由北非裔及阿拉伯裔男子（或貌似）干犯的集體性侵犯事件，當中以科隆的規模最大。
由於案件規模前所未見，加上犯案者大多是來自伊斯蘭國家的尋求庇護者，以及德國當局初時因為犯案者的身份而隱瞒事件，進一步激發德國民眾對穆斯林移民湧入的憂慮，及質疑德國政府在歐洲移民危機中接納穆斯林難民居留的政策。
當夜在科隆有為數多達1,000名北非裔及阿拉伯裔男子聚集在中央火车站外的廣場，分组包围性侵犯和抢劫多名在該地慶祝新年來臨或在場的德国女性。除了女性，也有數十名男子被搶劫和毆打。
事後德國警方在科隆收到超過800宗報案（至2016年1月19日），其中超過500宗涉及性侵犯，至少有3名女子遭到強姦。至2016年1月8日，已有31名疑犯身份被確認，其中18人是尋求庇護者，該31人包括9名阿爾及利亞人、8名摩洛哥人、5名伊朗人、4名敘利亞人、2名德國人、1名伊拉克人、1名塞爾維亞人和1名美國人，他們大部分人涉及的案件是偷竊和傷人，有3宗涉及性罪行。
據報科隆的犯案者可能是有組織和經過策劃，不過德國聯邦刑事調查局局長慕尼希後來表示「性侵事件並非是經過深思熟慮有預謀的犯案，許多人確實是有意識地在跨年夜聚集在一起，但並不是從一開始就有犯罪的企圖」。事件被形容為「震驚全德國」和「只是冰山的一角」。汉堡、斯图加特和杜塞尔多夫也发生了类似事件。多名女性在漢堡绳索街遭到非禮和搶劫，漢堡警方已收到超過50宗報案。斯圖加特警察稱在市中心王宫廣場有數名女子遭遇襲擊。杜塞爾多夫警方已收到11宗報案。德國警方文件顯示全國有12個州發生類似事件。
科隆性侵事件發生後，由於犯案者是少數族裔，德国許多媒体初時為了「政治正確」而不報導事件，科隆事件初時只在社交媒体上傳揚，直到2016年1月4日，《法兰克福汇报》 以《科隆性侵，女市长召集危机紧急会议》（Sexuelle Übergriffe in Köln – Oberbürgermeisterin beruft Krisentreffen ein）为题报道，德国媒体才纷纷跟进。1月8日北威州政府宣佈科隆警察局局長阿爾貝斯被勒令提早退休。
至2016年7月初，只有120名疑犯被確認身份，大部分來自北非和阿富汗，其中超過一半是在2015年進入德國的「難民」，有4名涉案者被德國法院判處罪名成立，另有2人獲判無罪。

## 事件经过
据前任科隆警长Wolfgang Albers及众多受侵害人描述，在科隆的犯案者的外貌特征均为15至35岁的“阿拉伯人或其他北非人样貌”，且都不会说德语。起先有报道称犯案者是一大群阿拉伯人或北非人长相的酒徒，总人数约1000名；不过，随后又有来自德新社的报道称“1000”这个数字是当时在科隆火车总站的男性人员总数，而非犯案者的总数。此次侵害事件看起来只集中发生在一些范围明确的地区，且犯案者是一团一团地成群出现的。一群估计约500人左右的群体向广场上聚集的人群投掷烟花爆竹，并趁人群突然陷入混乱之机，分组实施抢劫和性侵。据目击者称，该群体以大约30至40人为一个小组，用人墙将受侵害女性从其朋友身边隔离开来。科隆警方在1月2日又公布称，嫌疑犯们大多利用性暴力行为分散受侵害者的注意力，以便更好地实施抢劫。抢劫的主要物品为手机和钱包。他们也指出，实施犯罪的单个小组的规模为2至20人。
一些在場的女性被多名男子強行扯下短裙非禮。
有報道指在科隆有疑犯向警員聲稱自己是敘利亞人，警方要好好對待他，因為是總理默克爾邀請他來德國。也有疑犯為了逃避檢控，即場把證明身份的居留許可文件撕毀，並表示可以輕易向政府申請一份新的居留許可。

## 德國以外的類似事件
瑞士警方於2016年1月7日表示在蘇黎世有6名女子於除夕夜遭到「幾名黑皮膚的男子」包圍進行性侵犯和搶劫，而犯案行法與德國的一連串除夕夜性侵事件「有些相似」。
芬蘭警方於2016年1月7日表示已接獲3宗報案，報稱除夕夜有人在赫爾辛基中央火車站對女性進行性侵犯，已有3名疑犯被捕，全部是尋求庇護者。芬蘭警方表示由於事前得悉有尋求庇護者計劃向女性進行性騷擾，於是在除夕夜增派警員巡邏，成功阻止性侵事件擴大。事後有15名難民被拘捕。
類似的除夕夜襲擊女性事件也在奧地利和瑞典發生。

## 反應及評論

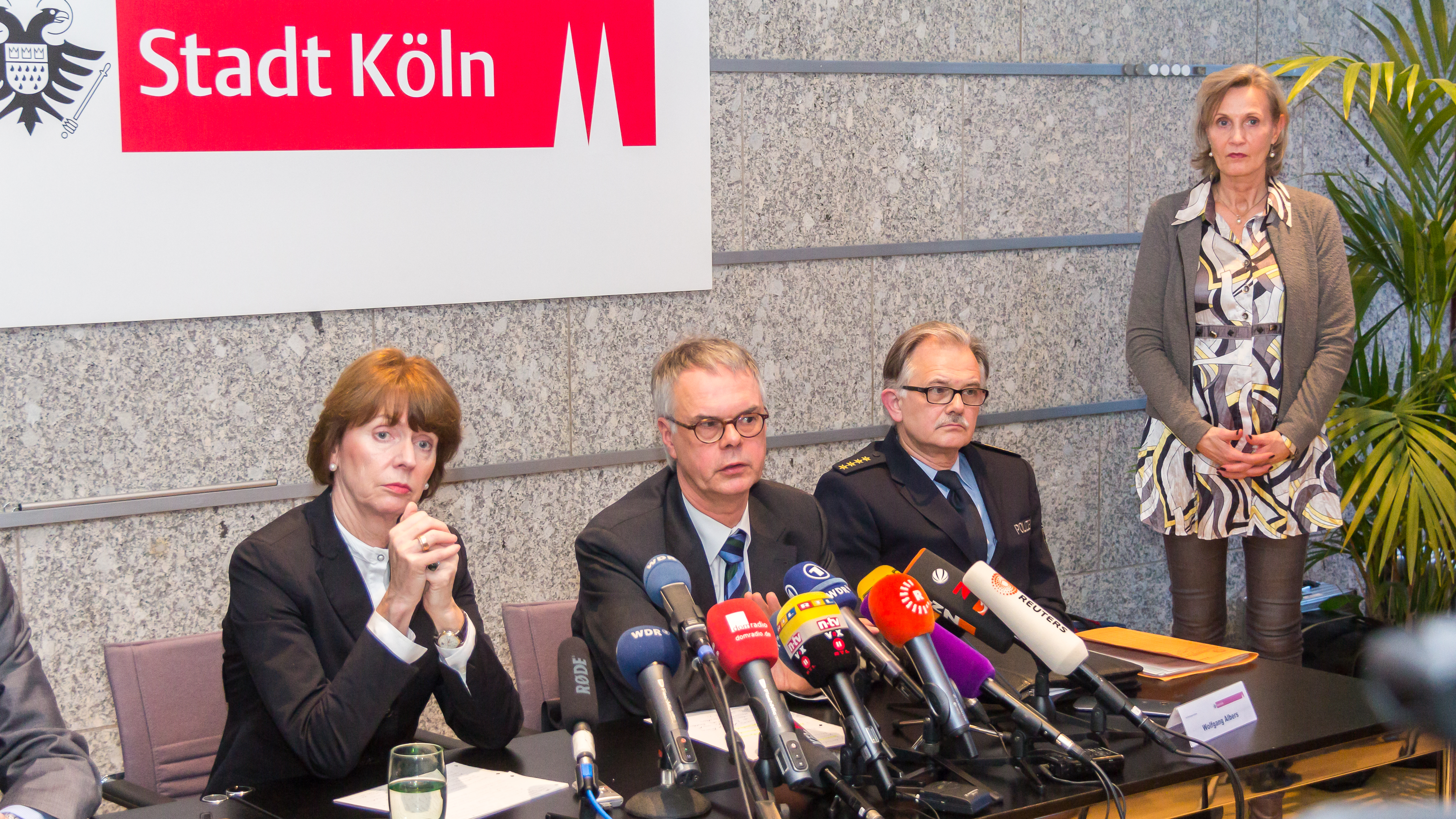
科隆市長亨麗埃特·雷克（Henriette Reker，圖左女性）在2016年1月5日，針對此事件召開了記者會。

### 德國國內
性侵事件曝光後，德國總理安格拉·默克爾要求徹查本次事件並把涉案罪犯繩之於法。科隆市長亨麗埃特·雷克希望民眾不要把難民與本次事件的罪犯聯繫在一起。雷克又呼籲女性應該與陌生人保持“一臂之遥”的距離，她的言論引起爭議，成为德国互联网上的热门词汇。
德國《焦點》周刊稱本次事件可能是德國在二戰後最大規模的性侵案。默克爾對境外難民廣開大門的政策因本次事件而進一步受到批評。
科隆的警察在事發時因為有人在廣場投擲煙火而一度清場，但是過後仍任由襲擊者重回現場襲擊民眾，並在長時間內沒有作出明顯行動制止，德國內政部長托馬斯·德邁齊埃強烈批評警察在事件中處理失當。性侵事件被媒體報道前，科隆警方未有向公眾清楚交代事件，更聲稱市內氣氛平和，亦招致外界批評。1月8日，北威州内政部部长宣布科隆警察局长阿尔博斯“临时退休”，以便“恢复公众对警方的信任”。之後科隆警察局长又被解职。
有政客批評德國媒體在本次事件發生後拖延報道事件；有網民認為媒體是因為犯案者的民族身份而有所顧慮，未有及時報道事件。有報章指德國政府曾經命令媒體不得報道除夕夜性侵事件，以避免國民把難民與罪案聯繫在一起。德國電視二台前主管Wolfgang Herles事後宣稱德國新聞工作者收到指示需要依照總理默克爾的喜惡撰寫報道，他說德國政府不准德國媒體報道難民的負面新聞，引致民眾不再信任媒體。
德國反伊斯蘭團體「愛國歐洲人反對西方伊斯蘭化」（PEGIDA）於2016年1月9日在科隆火車站外廣場舉行抗議活動。
科隆事件後，許多德國女性購買胡椒噴霧防身，導致銷量急升。一些德國人對於警察保護民眾的能力失去信心，自發組織無武裝的「自衛隊」在街上巡邏，不過有意見認為民眾不大可能長期付出大量時間參與活動，不用多久這些「自衛隊」就會消散。
科隆一間賽萊菲派清真寺的伊瑪目Sami Abu-Yusuf認為除夕夜事件是那些女孩咎由自取，因為她們衣着如同「半裸」和塗香水，招惹男人侵犯她們並不使人感到意外。一個名為「MuslimStern」的德國穆斯林壓力團體認為在德國實施禁酒有助防止性侵事件再次發生，該團體也把性侵事件歸咎於那些受害人的衣着與北非男人習慣面對的不同，引起年輕男人對她們動念頭。

### 德國以外
保守派中國學者何清涟認為科隆集體性侵事件源自欧洲左派政治长期以来坚持所谓“政治正確”，導致德國政府長期縱容境內難民犯罪，而許多德國媒體也不願報道難民在德國犯案的負面新聞，使「难民成了德国的法外宠儿」。
荷蘭自由黨領導人基爾特·威爾德斯認為科隆事件是德國近年來不負責任地容許伊斯蘭文化的移民入境造成的後果，他認為如果荷蘭繼續容許大量來自伊斯蘭國家的尋求庇護者和移民定居，在不久將來荷蘭也會發生類似的大規模性侵事件。
英國《每日郵報》有評論文章指科隆事件證明許多男性穆斯林不尊重白人女性，也不尊重被他們「入侵」國家的文化，這些移民是一個「文化上的計時炸彈」，白人女性在自己的國家不再有安全。文章又批評科隆市長「女性應該與陌生人保持距離」的言論，認為她把女性遭受性侵犯的責任推給受害人，與呼籲她們穿罩袍無異。文章認為也許將來回顧2016年時，會發現從這一刻起，歐洲發生內戰的可能性開始真實存在。
科隆事件後，斯洛伐克總理罗伯特·菲乔重申不會接納穆斯林難民，他表示不希望斯洛伐克發生類似德國的事件。波蘭副總理彼得·格林斯基表示將會更嚴格審查庇護申請人，婦女、兒童和老人難民仍會得到幫助，但沒有必要讓青壯年男性難民進入波蘭，避免科隆事件在波蘭重演。
瑞典《今日新聞》（Dagens Nyheter）於2016年1月披露瑞典警方隱瞒2014年和2015年夏天有多名青年男性難民在一個青年音樂節舉行期間大舉性騷擾和性侵犯在場少女的事件，斯德哥爾摩警察首長彼得·阿格倫（Peter Ågren）向《今日新聞》表示警方不想公佈事件是為了避免（反對移民政策的）瑞典民主黨利用事件大造文章。瑞典首相斯蒂凡·洛夫文於2016年1月11日表示對於警方意圖隱瞒性侵事件感到憤慨，要求對此展開調查。

## 參看
- 歐洲移民危機

## 外部連結
本文全部或部分内容来自美国联邦政府所属的美国之音网站。根据版权条款（英文）和有关美国政府作品版权的相关法律，其官方发布的内容属于公有领域。